# Athie
|  | Per a altres significats, vegeu «Athie (Costa d'Or)». |

Athie és un municipi francès al departament del Yonne (regió de Borgonya - Franc Comtat). L'any 2007 tenia 150 habitants.

## Demografia

### Població
El 2007 la població de fet d'Athie era de 150 persones. Hi havia 48 famílies, de les quals 4 eren unipersonals (4 homes vivint sols), 20 parelles sense fills i 24 parelles amb fills.
La població ha evolucionat segons el següent gràfic:

### Habitatges
El 2007 hi havia 66 habitatges, 52 eren l'habitatge principal de la família, 11 eren segones residències i 3 estaven desocupats. Tots els 66 habitatges eren cases. Dels 52 habitatges principals, 42 estaven ocupats pels seus propietaris, 8 estaven llogats i ocupats pels llogaters i 2 estaven cedits a títol gratuït; 2 tenien dues cambres, 8 en tenien tres, 11 en tenien quatre i 31 en tenien cinc o més. 45 habitatges disposaven pel capbaix d'una plaça de pàrquing. A 16 habitatges hi havia un automòbil i a 34 n'hi havia dos o més.

### Piràmide de població
La piràmide de població per edats i sexe el 2009 era:
| Homes | Edats   | Dones |
| ----- | ------- | ----- |
| 0     | 95 o +  | 0     |
| 0     | 90 a 94 | 0     |
| 0     | 85 a 89 | 4     |
| 0     | 80 a 84 | 0     |
| 0     | 75 a 79 | 0     |
| 0     | 70 a 74 | 0     |
| 12    | 65 a 69 | 4     |
| 4     | 60 a 64 | 0     |
| 4     | 55 a 59 | 12    |
| 4     | 50 a 54 | 0     |
| 8     | 45 a 49 | 12    |
| 4     | 40 a 44 | 0     |
| 0     | 35 a 39 | 0     |
| 0     | 30 a 34 | 8     |
| 4     | 25 a 29 | 12    |
| 0     | 20 a 24 | 4     |
| 4     | 15 a 19 | 4     |
| 0     | 10 a 14 | 8     |
| 4     | 5 a 9   | 0     |
| 4     | 0 a 4   | 8     |

## Economia
El 2007 la població en edat de treballar era de 102 persones, 78 eren actives i 24 eren inactives. De les 78 persones actives 72 estaven ocupades (38 homes i 34 dones) i 6 estaven aturades (3 homes i 3 dones). De les 24 persones inactives 6 estaven jubilades, 12 estaven estudiant i 6 estaven classificades com a «altres inactius».

### Ingressos
El 2009 a Athie hi havia 53 unitats fiscals que integraven 156 persones, la mediana anual d'ingressos fiscals per persona era de 18.189 €.

### Activitats econòmiques
Dels 4 establiments que hi havia el 2007, 1 era d'una empresa de fabricació d'altres productes industrials, 1 d'una empresa de construcció i 2 d'empreses de comerç i reparació d'automòbils. L'únic servei als particulars que hi havia el 2009 era un electricista. L'any 2000 a Athie hi havia set explotacions agrícoles.

## Poblacions properes
El següent diagrama mostra les poblacions més properes.